# اودو واگنر
اودو واگنر (آلمانی: Udo Wagner؛ زادهٔ ۲ نوامبر ۱۹۶۳) شمشیرباز اهل آلمان شرقی بود.
وی در مسابقات کشوری و بین‌المللی در مجموع برندهٔ ۱ مدال طلا، ۱ مدال نقره شده‌است.